# Plop negru
Plopul negru (Populus nigra) este o specie a genului Populus, din familia Salicaceae.

## Aspect
Arborii ce aparțin acestei specii ating înălțimi de aproximativ 30 m, cu tulpina deseori curbată, strâmbă, rareori dreaptă. Coroana este largă, neregulată, rară, iar ramurile sunt groase.
Scoarța este de culoare galben-cenușie. La bătrânețe formează scorburi. Lujerii sunt rotunzi, glabri, lucitori, galben-verzui.
Frunzele sunt groase, pieloase, lung pețiolate, pe față verde-închis, pe dos verde-mat, lung acuminate, la bază cuneate, pe margini serat dințate. 
Florile unisexuat-dioice, în amenți pendenți, apar înainte de înfrunzire, cele masculine sunt mai scurte. Înflorește în lunile martie-aprilie.
Înmulțirea se face prin semințe și butășire.
Durata de viață a unui plop negru este de 100-400 ani.

## Utilizare
Mugurii de plop sunt componenta cea mai folosită, ei au proprietăți diuretice și antireumatice, utilizarea lor fiind benefică în durerile musculare, în urma efortului sportiv.
Sunt expectoranți și antiseptici, utili în tratarea tusei și a congestiei bronhiilor. Sunt foarte renumiți în vindecarea hemoroizilor având putere cicatrizantă.